# Stadionul Olimpic Atatürk
Stadionul Olimpic Atatürk este stadionul pe care își desfășoară meciurile clubul turc İstanbul BB și echipa națională de fotbal a Turciei. Capacitatea este estimată la 82.300 de locuri locuri, fiind cel mai mare stadion din Turcia. A costat aproximativ 140 de milioane de dolari. Aici s-a jucat Finala Ligii Campionilor din 2005.

## Recorduri de asistență
| Loc | Spectatori | Data               | Meci                                      |
| --- | ---------- | ------------------ | ----------------------------------------- |
| 1   | 79.414     | 31 iulie 2002      | Galatasaray SK – Olympiacos FC            |
| 2   | 72.059     | 25 mai 2005        | AC Milan – Liverpool FC                   |
| 3   | 71,334     | 27 septembrie 2003 | Galatasaray SK – Fenerbahçe SK            |
| 4   | 71,230     | 12 septembrie 2006 | Galatasaray SK – FC Girondins de Bordeaux |
| 5   | 66.300     | 30 august 2003     | Galatasaray SK – ȚSKA Moscova             |
| 6   | 62.620     | 9 august 2003      | Galatasaray SK – Diyarbakırspor           |
| 7   | 58.617     | 30 septembrie 2003 | Galatasaray SK – Real Sociedad            |
| 8   | 51.714     | 18 octombrie 2006  | Galatasaray SK – PSV Eindhoven            |
| 9   | 47.682     | 4 aprilie 2004     | Galatasaray SK – Beșiktaș JK              |
| 10  | 41.125     | 21 octombrie 2003  | Galatasaray SK – Olympiacos FC            |

## Legături externe
- Official website
- Stadium Guide Article
- World Stadiums Article Arhivat în 15 octombrie 2008, la Wayback Machine.

| Predecesor: Arena AufSchalke Gelsenkirchen | UEFA Champions League Stadionul finalei 2005 | Succesor: Stade de France St-Denis |